# Sonic Advance
Sonic Advance (ソニックアドバンス?, Sonikku Adobansu) è un videogioco a piattaforme della serie Sonic the Hedgehog, sviluppato dagli studi Sonic Team e Dimps e pubblicato dalla SEGA in Giappone, dalla THQ nell'America del Nord e dalla Infogrames in Europa e in Australia per la console Game Boy Advance. È stato distribuito il 20 dicembre 2001 in Giappone, il 3 febbraio 2002 in America del Nord ed infine l'8 marzo dello stesso anno in Europa. Il titolo è stato anche convertito per N-Gage nel 2003, col titolo di SonicN.
Il videogioco è ufficialmente l'ottavo capitolo principale dell'intera saga, primo capitolo principale della serie su console portatile e il primo titolo di Sonic uscito esclusivamente su una console Nintendo. Cronologicamente, gli eventi di questo videogioco e del suo primo seguito (Sonic Advance 2), avvengono in un periodo di tempo vicino a quello di Sonic Adventure e Sonic Adventure 2.

## Personaggi
Il giocatore può completare l'avventura con quattro personaggi: Sonic, Tails, Knuckles ed Amy Rose, che per la prima volta in un gioco 2D di Sonic è selezionabile. Sonic può anche essere seguito da Tails come era possibile in Sonic 2 inserendo un codice nella schermata di selezione del personaggio. Tutti i personaggi hanno salvataggi individuali, di modo che si possa ricominciare a giocare dal punto della storia in cui si era interrotto con quel personaggio.
Ogni personaggio, poi, ha un'abilità unica che è determinante per la difficoltà globale del gioco.  Le mosse speciali sono riprese dai giochi Sonic 3 e Sonic Adventure. Sonic può accelerare mentre è in salto se si preme due volte e rapidamente la direzione avanti, Tails può volare e nuotare, Knuckles può planare e scalare i muri mentre Amy ha solo il suo martello per attaccare e per questo è considerata il personaggio più difficile da controllare, anche a causa della sua mancanza di mosse elementari come lo Spin Dash.  Le abilità speciali hanno un peso particolare, poi, quando si devono combattere i boss o si devono trovare le vie di accesso ai livelli bonus.

## Modalità di gioco
Il gioco comprende sei livelli o zone normali, seguiti da due zone speciali: X-Zone e Moon Zone solo se si raccolgono i sette smeraldi del caos. Ogni zona normale contiene due Acts. L'Act 1 finisce sempre con un segnaposto con la faccia del Dr. Eggman come nei classici giochi di Sonic. Nell'Act 2, dopo aver sconfitto il boss, si deve far esplodere una grande capsula che contiene degli animaletti che vengono liberati. Sonic Advance è l'ultimo gioco di Sonic ad avere i segnaposto di fine livello; Sonic Advance 2  al posto loro ha infatti degli striscioni di arrivo, Sonic Advance 3 ha una stella ruotante, Sonic Rush ha anelli giganti e Sonic Rush Adventure ha un grande scrigno, ma in Sonic Generations il segnaposto ritorna nell'Act 1, mentre nell'Act 2 c'è il famoso Goal Ring; invece in Sonic Mania e Sonic Forces (in quest'ultimo solo con i livelli di Sonic Classico) il segnaposto è presente in tutti i livelli. Nel quinto livello di Angel Island si deve affrontare Mecha Knuckles. L'X-Zone e la Moon Zone sono zone dove si svolge solo la battaglia col boss: Eggman.
Le Special Springs, molle speciali che teletrasportano in un livello bonus per ottenere gli smeraldi del caos possono trovarsi nelle aree alte di alcuni livelli. Ogni zona normale ne contiene una, tranne l'Ice Mountain Zone che ne ha una per ogni Act. Nei livelli bonus il giocatore deve raccogliere un numero di anelli almeno uguale a quelli richiesti Vincendo si riceve uno smeraldo del caos. Una volta ottenuto la molla si disattiva e per ottenerne di nuovi bisogna cercare altre molle. A differenza di altri classici giochi di Sonic, gli smeraldi del caos sono condivisi fra i personaggi e ciò significa che una volta raccolti i sette smeraldi e dopo aver completato l'X-Zone con i quattro personaggi, si può accedere alla Moon Zone dalla X-Zone con Sonic.

## Tiny Chao Garden
Il Tiny Chao Garden è presente come gioco extra in Sonic Advance,  Sonic Advance 2 e Sonic Pinball Party . È simile a quello di Sonic Adventure e Sonic Adventure 2, e I giocatori possono trasferire i loro Chao da uno di questi giochi per Game Boy Advance ai giochi per GameCube e viceversa usando il cavo di collegamento tra le due console. Il giardino è ridotto se si confronta con Sonic Adventure, infatti il Chao non cresce, gli si possono dare solo alcuni frutti e tre giocattoli comprati nello stesso Tiny Chao Garden e ci può essere solo un Chao nel giardino. Un uovo di Chao può anche essere depositato nel giardino e si schiuderà non appena non c'è più un Chao nel giardino. I Chao possono andare via solo se trasferiti su un altro gioco o se scappano via (cosa molto rara, accade solo se il chao odia molto il giocatore).
Frutti, giocattoli e uova si comprano con gli anelli. Gli anelli che un giocatore ha alla fine di un Act contribuiscono anche al Tiny Chao Garden. In più gli anelli possono essere guadagnati giocando a due mini-giochi: un gioco di abbinamento carte e uno di sasso-carta-forbici. Anelli, frutti e uova possono essere trasferiti verso gli altri giochi, ma non si può fare il contrario, cioè trasferire da essi.
Tuttavia nel giardino è presente un glitch: se si cancella il salvataggio del gioco gli anelli ottenuti durante una partita normale non vengono conteggiati più in quelli del giardino. L'unica maniera per risolvere questo problema è utilizzare uno strumento come il GameShark.

## Accoglienza e seguiti
Sonic Advance ha ricevuto al tempo della pubblicazione molte attenzioni, sia perché era il debutto della serie Sonic the Hedgehog su Game Boy Advance e sia perché per la prima volta un gioco classico 2D della mascotte di casa SEGA sarebbe stato giocato su una console Nintendo. Fra questi due giganti del videogame c'era una rivalità che durava da oltre un decennio, tuttavia il gioco ha ricevuto critiche abbastanza positive sia da parte dei fan di Sonic che dai critici, anche se alcuni pensano che sia un po' “lento” per essere un gioco di Sonic. Il successo di questo primo gioco ha portato allo sviluppo di vari sequel come nei videogiochi Sonic Advance 2 e Sonic Advance 3 e nella serie televisiva animata su Netflix Sonic Prime, ed anche alcuni spin-off come Sonic Battle e Sonic Pinball Party.

## SonicN
SonicN è essenzialmente lo stesso Sonic Advance, ma per Nokia N-Gage. Il gioco è stato uno dei titoli di lancio per il telefono cellulare Nokia. Il supporto del gioco è una scheda MMC ROM.
Questa conversione presenta alcune differenze rispetto all'edizione originale uscita due anni prima su Game Boy Advance, difatti il frame rate è più basso dato che l'hardware dell'N-Gage è inferiore in termini di prestazioni a quello del GBA, la risoluzione del gioco è stata modificata in verticale anziché in orizzontale per adattarla allo schermo del cellulare ed è stata rimossa la modalità Tiny Chao Garden.